# Inteligencja emocjonalna
Inteligencja emocjonalna, inaczej EQ (ang. emotional quotient, EQ; emotional intelligence, EI) – kompetencje osobiste człowieka w rozumieniu zdolności rozpoznawania stanów emocjonalnych własnych oraz innych osób, jak też zdolności używania własnych emocji i radzenia sobie ze stanami emocjonalnymi innych osób. Jako pierwszy skrótu EQ użył Polak, prof. Kazimierz Dąbrowski, który zasugerował możliwość badania ilorazu emocjonalnego w 1979 r. w książce "Psychoterapia przez rozwój" (patrz str. 40). Ogólną teorię inteligencji emocjonalnej ogłosili w roku 1990 dwaj psychologowie: Peter Salovey oraz John Mayer.
Kompetencje zaliczane do inteligencji emocjonalnej, to zdolności komplementarne w stosunku do inteligencji ogólnej, rozumianej jako zdolności czysto intelektualne, analityczne i abstrakcyjne, mierzone ilorazem inteligencji i wyrażane wskaźnikiem IQ [ang.] Intelligence Quotient.

## Trzy główne modele inteligencji emocjonalnej
Według Daniela Golemana inteligencja emocjonalna obejmuje zdolność rozumienia siebie i własnych emocji, kierowania i kontrolowania ich, zdolność samomotywacji, empatię oraz umiejętności o charakterze społecznym.
Jack Mayer i Peter Salovey mówią o czterech obszarach tworzących inteligencję emocjonalną: spostrzeganie emocji, wspomaganie myślenia za pomocą emocji, rozumienie emocji oraz kierowanie emocjami.
Według Reuvena Bar-Ona na inteligencję emocjonalną składa się 5 elementów: inteligencja intrapersonalna, inteligencja interpersonalna, radzenie sobie ze stresem, zdolność adaptacji oraz ogólny nastrój.

## Typologia kompetencji emocjonalnych
Do inteligencji emocjonalnej zalicza się trzy główne grupy kompetencji:
Kompetencje psychologiczne (relacje z samym sobą)
- Samoświadomość: umiejętność rozpoznawania własnych stanów emocjonalnych, wiedza o własnych uczuciach, wartościach, preferencjach, możliwościach i ocenach intuicyjnych, czyli świadomość emocjonalna.
- Samoocena: poczucie własnej wartości, wiara we własne siły, świadomość swoich możliwości, umiejętności oraz swoich ograniczeń; umiejętność doświadczania własnej osoby niezależnie od sądów innych ludzi.
- Samokontrola lub Samoregulacja: zdolność świadomego reagowania na bodźce zewnętrzne i kontrolowania własnych stanów emocjonalnych; umiejętność radzenia sobie ze stresem, kształtowania własnych emocji zgodnie z samym sobą, z własnymi normami, zasadami oraz wyznawanymi wartościami.

Kompetencje społeczne (relacje z innymi) 
- Empatia: umiejętność doświadczania stanów emocjonalnych innych, uświadamianie sobie uczuć, potrzeb i wartości wyznawanych przez innych, czyli rozumienie innych, wrażliwość na odczucia innych; postawa nastawiona na pomaganie i wspieranie innych osób; zdolność odczuwania i rozumienia relacji społecznych.
- Asertywność: posiadanie i wyrażanie własnego zdania oraz bezpośrednie, otwarte wyrażanie emocji, postaw oraz wyznawanych wartości w granicach nie naruszających praw i psychicznego terytorium innych osób; zdolność obrony własnych praw w sytuacjach społecznych bez naruszania praw innych osób do ich obrony.
- Perswazja: umiejętność wzbudzania u innych pożądanych zachowań i reakcji, czyli wpływania na innych; umiejętność pozyskiwania innych na rzecz porozumienia, zdolność łagodzenia konfliktów.
- Przywództwo: zdolność tworzenia wizji i pobudzania ludzkiej motywacji do jej realizacji; zdolność zjednywania sobie zwolenników.
- Współpraca: zdolność tworzenia więzi i współdziałania z innymi, umiejętność pracy w grupie na rzecz osiągania wspólnych celów, umiejętność zespołowego wykonywania zadań i wspólnego rozwiązywania problemów.

Kompetencje prakseologiczne (inaczej kompetencje działania – nasz stosunek do zadań, wyzwań i działań)
- Motywacja: własne zaangażowanie, skłonności emocjonalne, które prowadzą do nowych celów lub ułatwiają ich osiągnięcie, czyli dążenie do osiągnięć, inicjatywa i optymizm.
- Zdolności adaptacyjne: umiejętność panowania nad swoimi stanami wewnętrznymi; zdolność radzenia sobie w zmieniającym się środowisku, elastyczność w dostosowywaniu się do zmian w otoczeniu, zdolność działania i podejmowania decyzji pod wpływem stresu.
- Sumienność: zdolność przyjmowania odpowiedzialności za zadania i ich wykonywanie; umiejętność czerpania zadowolenia z wykonywanych obowiązków; konsekwencja w działaniu, w zgodzie z przyjętymi przez siebie standardami.

## Sposoby pomiaru
Jedno z popularniejszych w praktyce anglosaskiej narzędzi do pomiaru inteligencji emocjonalnej to Multifactor Emotional Intelligence Scale (MEIS), na bazie którego powstał Mayer-Salovey-Caruso Emotional Intelligence Test (MSCEIT). Jack Mayer, Peter Salovey i David R. Caruso stworzyli narzędzie badające cztery płaszczyzny inteligencji emocjonalnej: spostrzeganie emocji, wykorzystywanie emocji w procesach poznawczych, rozumienie emocji oraz kierowanie emocjami. W Polsce opracowano Test Inteligencji Emocjonalnej (TIE), który także jest osadzony w modelu teoretycznym Mayera, Saloveya i Caruso.

## Krytyka
Uczeni wyrazili obawy co do stopnia, w jakim miary inteligencji emocjonalnej dotyczące samooceny korelują z dobrze ugruntowanymi w psychometrii wymiarami osobowości. W literaturze naukowej dominuje pogląd, że inteligencja emocjonalna rozumiana jako cecha (ang. Trait EI) jest reinterpretacją zbioru cech osobowości.
Ashkanasy et. al wskazuje też, że obecnie nie ma wystarczająco silnych dowodów na to, że inteligencja emocjonalna przewiduje kompetencje przywódcze po wykluczeniu cech osobowości i IQ.
Inne krytyczne głosy przekonują, że testy inteligencji emocjonalnej nie mierzą zdolności poznawczej, tylko wiedzę na temat norm społecznych i konformizm z nimi związany.
Locke twierdzi, że koncepcja EI jest sama w sobie błędną interpretacją konstruktu inteligencji, i proponuje alternatywną interpretację: nie jest to inna forma czy typ inteligencji, ale inteligencja - zdolność pojmowania abstrakcji - zastosowana do określonej dziedziny życia: emocji.
Inteligencja emocjonalna ma również aspekt moralny. Często postrzegana jako cnota moralna, jest w istocie umiejętnością, która może być wykorzystywana instrumentalnie, jako narzędzie do osiągania celów poprzez manipulację innymi ludźmi.